# Joseph Philippe François Deleuze
Joseph Philippe François Deleuze (Sisteron, 12 aprile 1753 – Parigi, 31 ottobre 1835) è stato un naturalista e botanico francese.

## Biografia
J. P. J. Deleuze ha studiato a Parigi e divenne assistente naturalista presso il Museo nazionale di storia naturale nel 1795. Ha collaborato con Antoine-Laurent de Jussieu (1748-1836). Assistente naturalista e bibliotecario del Museo di Storia Naturale, è meglio conosciuto per esser stato un sostenitore della teoria del mesmerismo animale e ha suggerito a l'Accademia Francese delle Scienze di studiarlo. Joseph Philippe François Deleuze era un membro della Société des observateurs de l'homme.

## Onorificenze
Il genere Leuzea è stata dedicata a Deleuze dal botanico svizzero Augustin Pyrame de Candolle.

## Pubblicazioni principali

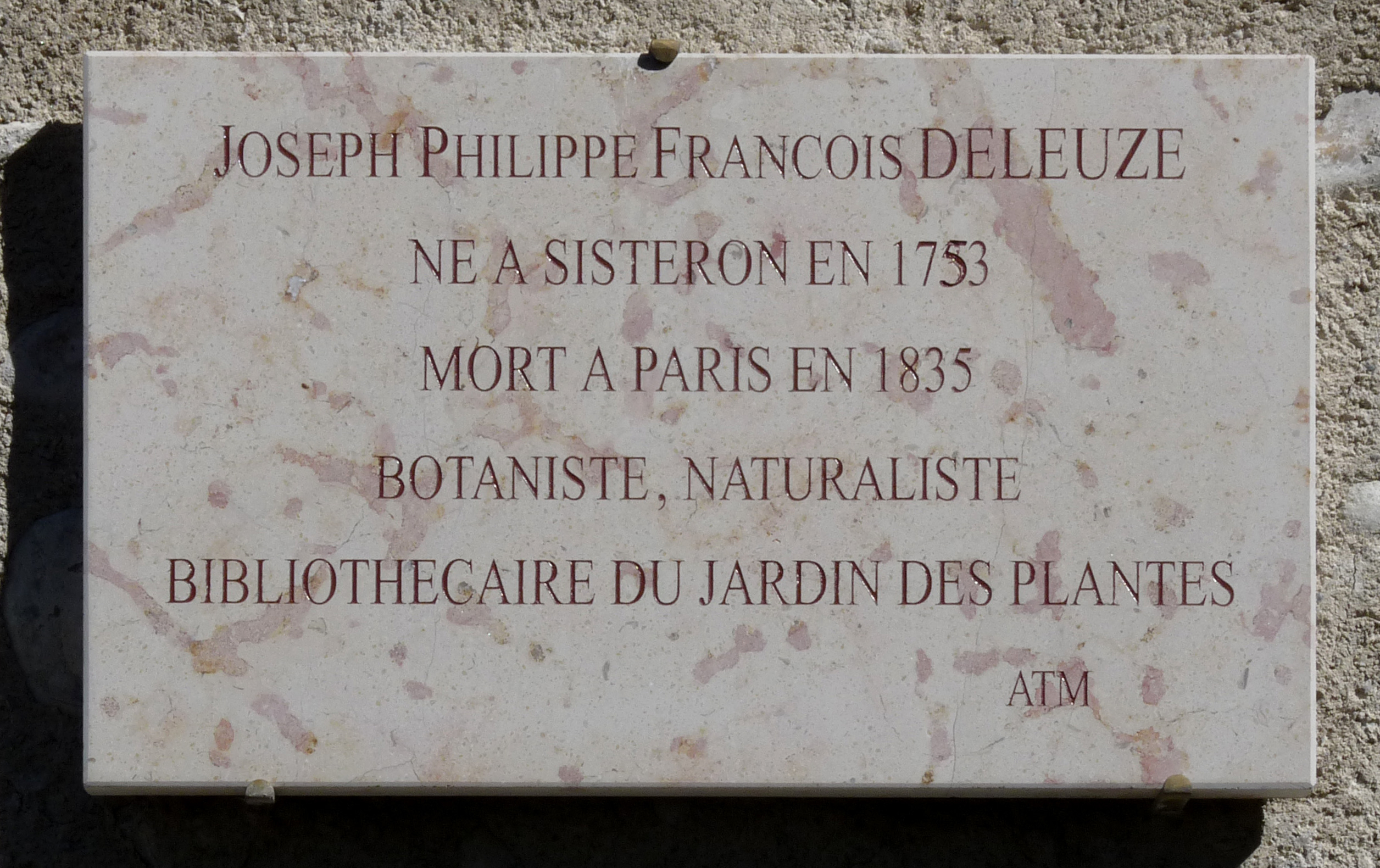
Targa commemorativa, di Deleuze, a Sisteron.

- 1804: Notice historique sur André Michaux, Annales du Muséum National d'Histoire Naturelle, tome 3, An XII.
- 1807: Éloge historique de François Péron, incluso nel Voyage de découvertes aux terres australes, exécuté sur les corvettes le Géographe, le Naturaliste et la goëlette le Casuarina, pendant les années 1800, 1801, 1802, 1803 et 1804, 3 volumes (1807-1816), Impr. impériale (Parigi).
- 1813: Histoire critique du magnétisme animal, 2 volume ristampato nel 1819, Mame (Parigi).
- 1819: Introduction pratique sur le magnétisme animal, suivie d'une lettre écrite à l'auteur par un médecin étranger, reprinted in 1836. J.-G. Dentu (Parigi), in-8°, ii + 472 p.
- 1810: Eudoxe, entretiens sur l'étude des sciences, des lettres et de la philosophie, two volumes, in-8°, F. Schoell (Parigi).
- 1823: Histoire et description du Muséum royal d'histoire naturelle, A. Royer (Paris) : 720 p.
- 1826: Lettre à MM. les membres de l'Académie de médecine, sur la marche qu'il convient de suivre pour fixer l'opinion publique relativement à la réalité du magnétisme animal, Béchet Jeune (Parigi) : 39 p.

Traduzioni
- 1799: Les Amours des plantes, poème en quatre chants, suivi de notes et de dialogues sur la poésie, ouvrage traduit de l'anglais de Darwin (The Loves of Plants) by Erasmus Darwin (1731-1802).
- 1801: Les Saisons by James Thomson (1700–1748), preceded by a Notice sur la vie et les écrits de Thomson by the translator.